# Marele Premiu de la Eifel din 2020
Marele Premiu de la Eifel din 2020 (cunoscut oficial ca Formula 1 Aramco Großer Preis der Eifel 2020) a fost o cursă auto de Formula 1 ce s-a desfășurat pe 11 octombrie 2020 pe Circuitul Nürburgring din Nürburg, Germania. Cursa a fost cea de-a unsprezecea etapă a Sezonului de Formula 1 din 2020. A fost prima cursă de Formula 1 organizată pe Nürburgring din 2013 încoace.
Britanicul Lewis Hamilton a câștigat cursa de 60 de tururi. Cu această victorie, el a egalat recordul lui Michael Schumacher pentru cele mai multe victorii în Formula 1. Max Verstappen de la Red Bull Racing-Honda a încheiat cursa pe locul 2 iar australianul Daniel Ricciardo de la Renault a completat podiumul. Pentru Ricciardo, acesta a fost primul podium obținut de el de la Marele Premiu al Principatului Monaco din 2018, și primul în calitate de pilot Renault.

## Calificări
| Poz.                  | Nr. | Pilot              | Constructor               | Timpi calificări | Timpi calificări | Timpi calificări | Grila finală |
| Poz.                  | Nr. | Pilot              | Constructor               | Q1               | Q2               | Q3               | Grila finală |
| --------------------- | --- | ------------------ | ------------------------- | ---------------- | ---------------- | ---------------- | ------------ |
| 1                     | 77  | Valtteri Bottas    | Mercedes                  | 1:26,573         | 1:25,971         | 1:25,269         | 1            |
| 2                     | 44  | Lewis Hamilton     | Mercedes                  | 1:26,620         | 1:25,390         | 1:25,525         | 2            |
| 3                     | 33  | Max Verstappen     | Red Bull Racing-Honda     | 1:26,319         | 1:25,467         | 1:25,562         | 3            |
| 4                     | 16  | Charles Leclerc    | Ferrari                   | 1:26,857         | 1:26,240         | 1:26,035         | 4            |
| 5                     | 23  | Alexander Albon    | Red Bull Racing-Honda     | 1:27,126         | 1:26,285         | 1:26,047         | 5            |
| 6                     | 3   | Daniel Ricciardo   | Renault                   | 1:26,836         | 1:26,096         | 1:26,223         | 6            |
| 7                     | 31  | Esteban Ocon       | Renault                   | 1:27,086         | 1:26,364         | 1:26,242         | 7            |
| 8                     | 4   | Lando Norris       | McLaren-Renault           | 1:26,829         | 1:26,316         | 1:26,458         | 8            |
| 9                     | 11  | Sergio Pérez       | Racing Point-BWT Mercedes | 1:27,120         | 1:26,330         | 1:26,704         | 9            |
| 10                    | 55  | Carlos Sainz Jr.   | McLaren-Renault           | 1:27,378         | 1:26,361         | 1:26,709         | 10           |
| 11                    | 5   | Sebastian Vettel   | Ferrari                   | 1:27,107         | 1:26,738         | N/A              | 11           |
| 12                    | 10  | Pierre Gasly       | AlphaTauri-Honda          | 1:27,072         | 1:26,776         | N/A              | 12           |
| 13                    | 26  | Daniil Kveat       | AlphaTauri-Honda          | 1:27,285         | 1:26,848         | N/A              | 13           |
| 14                    | 99  | Antonio Giovinazzi | Alfa Romeo Racing-Ferrari | 1:27,532         | 1:26,936         | N/A              | 14           |
| 15                    | 20  | Kevin Magnussen    | Haas-Ferrari              | 1:27,231         | 1:27,125         | N/A              | 15           |
| 16                    | 8   | Romain Grosjean    | Haas-Ferrari              | 1:27,562         | N/A              | N/A              | 16           |
| 17                    | 63  | George Russell     | Williams-Mercedes         | 1:27,564         | N/A              | N/A              | 17           |
| 18                    | 6   | Nicholas Latifi    | Williams-Mercedes         | 1:27,812         | N/A              | N/A              | 18           |
| 19                    | 7   | Kimi Räikkönen     | Alfa Romeo Racing-Ferrari | 1:27,817         | N/A              | N/A              | 19           |
| 20                    | 27  | Nico Hülkenberg    | Racing Point-BWT Mercedes | 1:28,021         | N/A              | N/A              | 20           |
| Regula 107%: 1:32,361 |     |                    |                           |                  |                  |                  |              |
| Sursa:                |     |                    |                           |                  |                  |                  |              |

## Cursă
| Poz.                                                                            | Nr. | Pilot              | Constructor               | Tururi | Timp/Retras | Grilă | Puncte |
| ------------------------------------------------------------------------------- | --- | ------------------ | ------------------------- | ------ | ----------- | ----- | ------ |
| 1                                                                               | 44  | Lewis Hamilton     | Mercedes                  | 60     | 1:35:49,641 | 2     | 25     |
| 2                                                                               | 33  | Max Verstappen     | Red Bull Racing-Honda     | 60     | +4,470      | 3     | 19     |
| 3                                                                               | 3   | Daniel Ricciardo   | Renault                   | 60     | +14,613     | 6     | 15     |
| 4                                                                               | 11  | Sergio Pérez       | Racing Point-BWT Mercedes | 60     | +16,070     | 9     | 12     |
| 5                                                                               | 55  | Carlos Sainz Jr.   | McLaren-Renault           | 60     | +21,905     | 10    | 10     |
| 6                                                                               | 10  | Pierre Gasly       | AlphaTauri-Honda          | 60     | +22,766     | 12    | 8      |
| 7                                                                               | 16  | Charles Leclerc    | Ferrari                   | 60     | +30,814     | 4     | 6      |
| 8                                                                               | 27  | Nico Hülkenberg    | Racing Point-BWT Mercedes | 60     | +32,596     | 20    | 4      |
| 9                                                                               | 8   | Romain Grosjean    | Haas-Ferrari              | 60     | +39,081     | 16    | 2      |
| 10                                                                              | 99  | Antonio Giovinazzi | Alfa Romeo Racing-Ferrari | 60     | +40,035     | 14    | 1      |
| 11                                                                              | 5   | Sebastian Vettel   | Ferrari                   | 60     | +40,810     | 11    |        |
| 12                                                                              | 7   | Kimi Räikkönen     | Alfa Romeo Racing-Ferrari | 60     | +41,476     | 19    |        |
| 13                                                                              | 20  | Kevin Magnussen    | Haas-Ferrari              | 60     | +49,585     | 15    |        |
| 14                                                                              | 6   | Nicholas Latifi    | Williams-Mercedes         | 60     | +54,449     | 18    |        |
| 15                                                                              | 26  | Daniil Kveat       | AlphaTauri-Honda          | 60     | +55,588     | 13    |        |
| Ab                                                                              | 4   | Lando Norris       | McLaren-Renault           | 42     | Motor       | 8     |        |
| Ab                                                                              | 23  | Alexander Albon    | Red Bull Racing-Honda     | 23     | Radiator    | 5     |        |
| Ab                                                                              | 31  | Esteban Ocon       | Renault                   | 22     | Hidraulice  | 7     |        |
| Ab                                                                              | 77  | Valtteri Bottas    | Mercedes                  | 18     | Motor       | 1     |        |
| Ab                                                                              | 63  | George Russell     | Williams-Mercedes         | 12     | Coliziune   | 17    |        |
| Cel mai rapid tur: Max Verstappen (Red Bull Racing-Honda) – 1:28,139 (turul 60) |     |                    |                           |        |             |       |        |
| Sursa:                                                                          |     |                    |                           |        |             |       |        |

Note
- ^1 – Include un punct pentru cel mai rapid tur.
- ^2 – Alexander Albon a primit o penalizare de cinci secunde pentru că a provocat o coliziune cu Daniil Kveat, dar a fost neaplicată deoarece s-a retras din cursă.[4]

## Clasamentele campionatelor după cursă
|        | Poz. | Pilot            | Puncte |
| ------ | ---- | ---------------- | ------ |
|        | 1    | Lewis Hamilton   | 230    |
|        | 2    | Valtteri Bottas  | 161    |
|        | 3    | Max Verstappen   | 147    |
| 2      | 4    | Daniel Ricciardo | 78     |
| 4      | 5    | Sergio Pérez     | 68     |
| Sursa: |      |                  |        |

|        | Poz. | Constructor               | Puncte |
| ------ | ---- | ------------------------- | ------ |
|        | 1    | Mercedes                  | 391    |
|        | 2    | Red Bull Racing-Honda     | 211    |
| 1      | 3    | Racing Point-BWT Mercedes | 120    |
| 1      | 4    | McLaren-Renault           | 116    |
|        | 5    | Renault                   | 114    |
| Sursa: |      |                           |        |

- Notă: Doar primele cinci locuri sunt prezentate în ambele clasamente.